# Merced County
Merced County er et amt beliggende i Central Valley, i den centrale del af den amerikanske delstat Californien. Hovedbyen i amtet er Merced. I år 2010 havde amtet 255.793 indbyggere.

## Historie
Amtet blev grundlagt i 1855 med areal fra Mariposa County i øst, og opkaldt efter floden Merced River. Året efter måtte man så afgive lidt jord til Fresno County i syd.

## Geografi
Ifølge United States Census Bureau er Merceds totale areal på 5.107,1 km², hvoraf de 111,8 km² er vand. 

### Grænsende amter
- San Benito County - sydvest
- Santa Clara County - vest
- Stanislaus County - nord
- Mariposa County - øst
- Madera County - sydøst
- Fresno County - syd
- Tuolumne County - nordøst

### Byer i Merced
| - Atwater - Livingston - Los Banos - Merced - Dos Palos - Gustine |